# Винкельман, Эдуард
Эдуард Винкельман (нем. Eduard August Winkelmann; 1838—1896) — немецкий историк.

## Биография
Родился в Данциге 25 июня 1838 года.
Изучал историю с 1856 года в Берлинском университете у Леопольда фон Ранке и в 1858 году в Геттингенском университете у Георга Вайца. В 1859 году получил в Берлине докторскую степень и стал сотрудником Monumenta Germaniae Historica.
С 1860 года был старшим преподавателем истории в дворянском училище в Ревеле, с 1866 года — приват-доцент Дерптского университета. В 1867—1869 гг. — президент Учёного эстонского общества при Дерптском университете. В 1867 году он стал членом-корреспондентом 'Рижского Общества истории и древностей.
В июне 1861 года женился на Анне Амаоии Матильде Кристоф (1842—1913).
В 1869 году стал профессором истории в Бернском университете, а четыре года спустя — в Гейдельбергском университете.
Умер в Гейдельберге 10 февраля 1896 года.
Много его статей было напечатано в «Baltische Monatsschrift», «Histor. Zeitschrift» Зибеля и других специальных изданиях. К 500-летнему юбилею Гейдельбергского университета он издал «Urkundenbuch der Universität Heidelberg» (1886).

## Труды
- «Geschichte Kaiser Friedrichs II und seiner Reiche» (т. I, Берлин, 1863, т. II, Ревель, 1865);
- «Philipp von Schwaben und Otto IV von Braunschweig» (Лейпциг, 1872—78);
- «Sicilische und päpstliche Kanzleiordnungen» (Инсбрук, 1880);
- «Ueber die ersten Staatsuniversitäten» (Гейдельберг, 1880);
- «Geschichte der Angelsachsen bis auf König Alfred» (Берлин, 1883);
- «Die Kapitulationen der Stadt Reval und der estländischen Ritterschaft» (Peвель, 1865);
- «Livländische Forschungen» (Рига, 1868);
- «Joh. Meilof zur Geschichte des röm. Rechts in Livland» (Дерпт, 1869);
- «Bibliotheca Livoniae historica» (СПб., 1870, Берлин, 1878).